# Nana Manuanina Kihimba
Nana Manwanina Kiumba est une femme politique de la république démocratique du Congo. Elle est ministre déléguée près du président de la république, Félix Tshisekedi, depuis le 12 avril 2021 dans le gouvernement Lukonde.